# Wahlkreis Saône-et-Loire I
Der Wahlkreis Saône-et-Loire I ist seit 1986 ein Wahlkreis (französisch circonscription électorale) für die französische Nationalversammlung.

## Von 1986 bis 2010

### Wahlkreisgebiet
Gesetz vom 24. November 1986 – Der Wahlkreis umfasst 8 Kantone: La Chapelle-de-Guinchay, Cluny, Lugny, Mâcon-Centre, Mâcon-Nord, Mâcon-Sud, Matour und Tramayes.

### Ergebnisse

#### Parlamentswahl 1997
| Kandidaten                  | Kandidaten             | Parteien                                 | 1. Wahlgang | 1. Wahlgang | 2. Wahlgang | 2. Wahlgang |
| Kandidaten                  | Kandidaten             | Parteien                                 | Stimmen     | %           | Stimmen     | %           |
| --------------------------- | ---------------------- | ---------------------------------------- | ----------- | ----------- | ----------- | ----------- |
|                             | Gérard Voisingewählt   | UDF – Union pour la démocratie française | 14.529      | 39,0        | 22.588      | 56,4        |
|                             | Michel-Antoine Rognard | SOC – Parti socialiste                   | 9.133       | 24,5        | 17.431      | 43,6        |
|                             | Maurice Martin         | FN – Front national                      | 5.105       | 13,7        |             |             |
|                             | Chantal Bathias        | PCF – Parti communiste français          | 2.615       | 7,0         |             |             |
|                             | Jean-Pierre Bonnin     | ECO – Écologie citoyenne                 | 2.224       | 6,0         |             |             |
|                             | Nathalie Denne         | GE – Génération écologie                 | 1.384       | 3,7         |             |             |
|                             | René Boudier           | EXG – Lutte Ouvrière                     | 918         | 2,5         |             |             |
|                             | Jérôme Caltran         | DVG – Union pour la semaine de 4 jours   | 742         | 2,0         |             |             |
|                             | Françoise Mitterrand   | DVG – Initiative républicaine            | 614         | 1,6         |             |             |
| Gesamt                      | Gesamt                 | Gesamt                                   | 37.264      | 100         | 40.019      | 100         |
|                             |                        |                                          |             |             |             |             |
| Ungültige Stimmen           | Ungültige Stimmen      | Ungültige Stimmen                        | 2.591       | 6,5         | 2.901       | 6,8         |
| Wähler                      | Wähler                 | Wähler                                   | 39.855      | 66,0        | 42.920      | 71,1        |
| Wahlberechtigte             | Wahlberechtigte        | Wahlberechtigte                          | 60.384      |             | 60.376      |             |
|                             |                        |                                          |             |             |             |             |
| Quelle: Assemblée nationale |                        |                                          |             |             |             |             |

#### Parlamentswahl 2002
| Kandidaten                                                            | Kandidaten             | Parteien                                                 | Stimmen | %    |
| --------------------------------------------------------------------- | ---------------------- | -------------------------------------------------------- | ------- | ---- |
|                                                                       | Gérard Voisingewählt   | UMP – Union pour la majorité présidentielle              | 19.824  | 50,7 |
|                                                                       | Yves Pagnotte          | DVG – Unabh.                                             | 6.807   | 17,4 |
|                                                                       | Maurice Martin         | FN – Front national                                      | 4.014   | 10,3 |
|                                                                       | Laurent Develay        | VEC – Les Verts                                          | 3.788   | 9,7  |
|                                                                       | Chantal Bathias        | COM – Parti communiste français                          | 1.351   | 3,5  |
|                                                                       | Jean-François Jézéquel | LCR – Ligue communiste révolutionnaire                   | 858     | 2,2  |
|                                                                       | Lucia Breuillard       | DIV – Défendons la chasse et nos traditions              | 494     | 1,3  |
|                                                                       | Claude Martini         | ECO – Le Trèfle                                          | 465     | 1,2  |
|                                                                       | Annie Bellasi          | DVD – Unabh.                                             | 451     | 1,2  |
|                                                                       | Marie-Odile Demangelle | LO – Lutte Ouvrière                                      | 400     | 1,0  |
|                                                                       | Pierre Henry           | MNR – Mouvement national républicain                     | 356     | 0,9  |
|                                                                       | Gilbert Froidevaux     | ECO – Mouvement écologiste indépendant                   | 241     | 0,6  |
|                                                                       | Bernard Schminke       | DIV – Groupement d’intérêt politique – Démocratie active | 58      | 0,1  |
|                                                                       | Renée Berthelier       | DIV – Concordat citoyen                                  | 14      | 0,0  |
| Gesamt                                                                | Gesamt                 | Gesamt                                                   | 39.121  | 100  |
|                                                                       |                        |                                                          |         |      |
| Ungültige Stimmen                                                     | Ungültige Stimmen      | Ungültige Stimmen                                        | 912     | 2,3  |
| Wähler                                                                | Wähler                 | Wähler                                                   | 40.033  | 63,3 |
| Wahlberechtigte                                                       | Wahlberechtigte        | Wahlberechtigte                                          | 63.263  |      |
|                                                                       |                        |                                                          |         |      |
| Quellen: Innenministerium, Ergebnis – Assemblée nationale, Kandidaten |                        |                                                          |         |      |

#### Parlamentswahl 2007
| Kandidaten               | Kandidaten             | Parteien                                                      | 1. Wahlgang | 1. Wahlgang | 2. Wahlgang | 2. Wahlgang |
| Kandidaten               | Kandidaten             | Parteien                                                      | Stimmen     | %           | Stimmen     | %           |
| ------------------------ | ---------------------- | ------------------------------------------------------------- | ----------- | ----------- | ----------- | ----------- |
|                          | Gérard Voisingewählt   | UMP – Union pour un mouvement populaire                       | 18.819      | 47,6        | 21.380      | 55,6        |
|                          | Nicole Eschmann        | SOC – Parti socialiste                                        | 10.676      | 27,0        | 17.106      | 44,4        |
|                          | Christophe Juvanon     | UDFD – Union pour la démocratie française/Mouvement démocrate | 4.308       | 10,9        |             |             |
|                          | Christophe Besset      | FN – Front national                                           | 1.566       | 4,0         |             |             |
|                          | Jean-François Jezequel | EXG – Ligue communiste révolutionnaire                        | 1.066       | 2,7         |             |             |
|                          | Jean-Michel Peyraud    | VEC – Les Verts                                               | 1.020       | 2,6         |             |             |
|                          | Olivier Taviot         | COM – Parti communiste français                               | 907         | 2,3         |             |             |
|                          | Gilbert Froidevaux     | ECO – Mouvement écologiste indépendant                        | 431         | 1,1         |             |             |
|                          | Georges Arthaud        | MPF – Mouvement pour la France                                | 410         | 1,0         |             |             |
|                          | Marie-Odile Demangelle | EXG – Lutte Ouvrière                                          | 308         | 0,8         |             |             |
|                          | Mauricette Venet       | DIV – Unabh.                                                  | 3           | 0,0         |             |             |
| Gesamt                   | Gesamt                 | Gesamt                                                        | 39.514      | 100         | 38.486      | 100         |
|                          |                        |                                                               |             |             |             |             |
| Ungültige Stimmen        | Ungültige Stimmen      | Ungültige Stimmen                                             | 681         | 1,7         | 1.091       | 2,8         |
| Wähler                   | Wähler                 | Wähler                                                        | 40.195      | 59,6        | 39.577      | 58,7        |
| Wahlberechtigte          | Wahlberechtigte        | Wahlberechtigte                                               | 67.442      |             | 67.431      |             |
|                          |                        |                                                               |             |             |             |             |
| Quelle: Innenministerium |                        |                                                               |             |             |             |             |

## Seit 2010

### Wahlkreisgebiet
- Découpage électoral: Ordonnanz n° 2009-935 vom 29. Juli 2009[2] (Ratifikation: Gesetz n° 2010-165 vom 23. Februar 2010[3]) – Der Wahlkreis umfasst 9 Kantone: La Chapelle-de-Guinchay, Cluny, Lugny, Mâcon-Centre, Mâcon-Nord, Mâcon-Sud, Matour, Saint-Gengoux-le-National und Tramayes.
- Redécoupage cantonal: Dekret vom 18. Februar 2014.[4]

### Ergebnisse

#### Parlamentswahl 2012
| Kandidaten               | Kandidaten              | Parteien                                | 1. Wahlgang | 1. Wahlgang | 2. Wahlgang | 2. Wahlgang |
| Kandidaten               | Kandidaten              | Parteien                                | Stimmen     | %           | Stimmen     | %           |
| ------------------------ | ----------------------- | --------------------------------------- | ----------- | ----------- | ----------- | ----------- |
|                          | Thomas Thévenoudgewählt | SOC – Parti socialiste                  | 15.316      | 36,3        | 21.525      | 54,1        |
|                          | Gérard Voisin           | UMP – Union pour un mouvement populaire | 9.354       | 22,2        | 18.244      | 45,9        |
|                          | Christine Robin         | DVD – Nouveau Centre                    | 6.902       | 16,4        |             |             |
|                          | Evelyne Jurain          | FN – Front national                     | 5.000       | 11,9        |             |             |
|                          | Nicole Eschmann         | VEC – Europe Écologie Les Verts         | 1.951       | 4,6         |             |             |
|                          | Jacquy Lièvre           | FG – Front de gauche (Parti de gauche)  | 1.910       | 4,5         |             |             |
|                          | Sophie Micollet         | CEN – Mouvement démocrate               | 994         | 2,4         |             |             |
|                          | Flavien Goulisserian    | DVD – Debout la République              | 357         | 0,8         |             |             |
|                          | Amandine Goyon          | ECO – Alliance écologiste indépendante  | 281         | 0,7         |             |             |
|                          | François Ly Wa Hoi      | EXG – Lutte Ouvrière                    | 99          | 0,2         |             |             |
| Gesamt                   | Gesamt                  | Gesamt                                  | 42.164      | 100         | 39.769      | 100         |
|                          |                         |                                         |             |             |             |             |
| Ungültige Stimmen        | Ungültige Stimmen       | Ungültige Stimmen                       | 562         | 1,3         | 1.641       | 4,0         |
| Wähler                   | Wähler                  | Wähler                                  | 42.726      | 59,0        | 41.410      | 57,2        |
| Wahlberechtigte          | Wahlberechtigte         | Wahlberechtigte                         | 72.452      |             | 72.448      |             |
|                          |                         |                                         |             |             |             |             |
| Quelle: Innenministerium |                         |                                         |             |             |             |             |

#### Parlamentswahl 2017
| Kandidaten               | Kandidaten                | Parteien                                 | 1. Wahlgang | 1. Wahlgang | 2. Wahlgang | 2. Wahlgang |
| Kandidaten               | Kandidaten                | Parteien                                 | Stimmen     | %           | Stimmen     | %           |
| ------------------------ | ------------------------- | ---------------------------------------- | ----------- | ----------- | ----------- | ----------- |
|                          | Benjamin Dirxgewählt      | REM – La République en marche            | 13.499      | 37,9        | 16.219      | 57,3        |
|                          | Jean-Patrick Courtois     | LR – Les Républicains                    | 7.898       | 22,2        | 12.090      | 42,7        |
|                          | Nicole Caboche            | FN – Front national                      | 3.480       | 9,8         |             |             |
|                          | Patricia Baci             | FI – La France insoumise                 | 3.418       | 9,6         |             |             |
|                          | Catherine N’diaye         | SOC – Parti socialiste                   | 2.022       | 5,7         |             |             |
|                          | Claire Mallard            | ECO – Europe Écologie Les Verts          | 1.458       | 4,1         |             |             |
|                          | Gérard Voisin             | DVD – Unabh. (LR Dissident)              | 1.271       | 3,6         |             |             |
|                          | Armand Roy                | DLF – Debout la France                   | 816         | 2,3         |             |             |
|                          | Céline Vinauger           | COM – Parti communiste français          | 680         | 1,9         |             |             |
|                          | Jean Lapalus              | ECO – Alliance écologiste indépendante   | 433         | 1,2         |             |             |
|                          | Corinne Mossire-Langlassé | EXD – Souveraineté, identité et libertés | 207         | 0,6         |             |             |
|                          | Carole Bosy               | DIV – Union populaire républicaine       | 168         | 0,5         |             |             |
|                          | Khoudir-Dawid El Habchi   | DVD – La France qui ose                  | 163         | 0,5         |             |             |
|                          | Odile Koller              | EXG – Lutte Ouvrière                     | 137         | 0,4         |             |             |
| Gesamt                   | Gesamt                    | Gesamt                                   | 35.650      | 100         | 28.309      | 100         |
|                          |                           |                                          |             |             |             |             |
| Leere Stimmzettel        | Leere Stimmzettel         | Leere Stimmzettel                        | 440         | 1,2         | 2.463       | 7,8         |
| Ungültige Stimmzettel    | Ungültige Stimmzettel     | Ungültige Stimmzettel                    | 189         | 0,5         | 786         | 2,5         |
| Wähler                   | Wähler                    | Wähler                                   | 36.279      | 49,8        | 31.558      | 43,3        |
| Wahlberechtigte          | Wahlberechtigte           | Wahlberechtigte                          | 72.894      |             | 72.893      |             |
|                          |                           |                                          |             |             |             |             |
| Quelle: Innenministerium |                           |                                          |             |             |             |             |

#### Parlamentswahl 2022
| Kandidaten               | Kandidaten            | Parteien                                                                         | 1. Wahlgang | 1. Wahlgang | 2. Wahlgang | 2. Wahlgang |
| Kandidaten               | Kandidaten            | Parteien                                                                         | Stimmen     | %           | Stimmen     | %           |
| ------------------------ | --------------------- | -------------------------------------------------------------------------------- | ----------- | ----------- | ----------- | ----------- |
|                          | Benjamin Dirxgewählt  | ENS – Ensemble ! (La République en marche)                                       | 13.041      | 36,1        | 18.349      | 57,2        |
|                          | Patrick Monin         | NUP – Nouvelle union populaire écologique et sociale (Europe Écologie Les Verts) | 9.965       | 27,6        | 13.702      | 42,8        |
|                          | Aurélien Dutremble    | RN – Rassemblement National                                                      | 6.909       | 19,1        |             |             |
|                          | Christophe Juvanon    | LR – Les Républicains                                                            | 2.615       | 7,2         |             |             |
|                          | Myriam Bize           | REC – Reconquête                                                                 | 1.694       | 4,7         |             |             |
|                          | Armand Roy            | DSV – Debout la France                                                           | 747         | 2,1         |             |             |
|                          | Manuel Launoy         | DVD – Le Mouvement de la ruralité                                                | 623         | 1,7         |             |             |
|                          | Odaile Koller         | DXG – Lutte Ouvrière                                                             | 415         | 1,1         |             |             |
|                          | Philippe Vaucher      | DSV – Le peuple de France                                                        | 141         | 0,4         |             |             |
| Gesamt                   | Gesamt                | Gesamt                                                                           | 36.150      | 100         | 32.051      | 100         |
|                          |                       |                                                                                  |             |             |             |             |
| Leere Stimmzettel        | Leere Stimmzettel     | Leere Stimmzettel                                                                | 572         | 1,5         | 2.016       | 5,8         |
| Ungültige Stimmzettel    | Ungültige Stimmzettel | Ungültige Stimmzettel                                                            | 222         | 0,6         | 748         | 2,1         |
| Wähler                   | Wähler                | Wähler                                                                           | 36.944      | 49,5        | 34.815      | 46,7        |
| Wahlberechtigte          | Wahlberechtigte       | Wahlberechtigte                                                                  | 74.569      |             | 74.581      |             |
|                          |                       |                                                                                  |             |             |             |             |
| Quelle: Innenministerium |                       |                                                                                  |             |             |             |             |

#### Parlamentswahl 2024
| Kandidaten               | Kandidaten             | Parteien                                        | 1. Wahlgang | 1. Wahlgang | 2. Wahlgang | 2. Wahlgang |
| Kandidaten               | Kandidaten             | Parteien                                        | Stimmen     | %           | Stimmen     | %           |
| ------------------------ | ---------------------- | ----------------------------------------------- | ----------- | ----------- | ----------- | ----------- |
|                          | Benjamin Dirxgewählt   | ENS – Ensemble pour la République (Renaissance) | 15.546      | 30,6        | 30.145      | 60,6        |
|                          | Rachel Drevet          | RN – Rassemblement National                     | 17.602      | 34,7        | 19.636      | 39,4        |
|                          | Jean-Luc Delpeuch      | UG – Nouveau Front populaire (Les Écologistes)  | 14.017      | 27,6        | –           | –           |
|                          | Jean-Philippe Belville | LR – Les Républicains                           | 2.368       | 4,7         |             |             |
|                          | Armand Roy             | DSV – Debout la France                          | 836         | 1,6         |             |             |
|                          | Christophe Srpingaux   | EXG – Lutte Ouvrière                            | 429         | 0,8         |             |             |
| Gesamt                   | Gesamt                 | Gesamt                                          | 50.798      | 100         | 49.781      | 100         |
|                          |                        |                                                 |             |             |             |             |
| Leere Stimmzettel        | Leere Stimmzettel      | Leere Stimmzettel                               | 934         | 1,8         | 2.051       | 3,9         |
| Ungültige Stimmzettel    | Ungültige Stimmzettel  | Ungültige Stimmzettel                           | 444         | 0,9         | 579         | 1,1         |
| Wähler                   | Wähler                 | Wähler                                          | 52.176      | 69,3        | 52.411      | 69,6        |
| Wahlberechtigte          | Wahlberechtigte        | Wahlberechtigte                                 | 75.260      |             | 75.273      |             |
|                          |                        |                                                 |             |             |             |             |
| Quelle: Innenministerium |                        |                                                 |             |             |             |             |